# تيل ريدمان
تيل ريدمان (بالإنجليزية: Teal Redmann)‏ هي ممثلة أمريكية، ولدت في 30 سبتمبر 1982 في الولايات المتحدة.

## أعمال

### أفلام
- (2003)  عندما التقى هاري بلويد[5]

### مسلسلات
- بنات غيلمور
- التحقيق في موقع الجريمة
- ميامي

## وصلات خارجية
- تيل ريدمان على موقع IMDb (الإنجليزية)
- تيل ريدمان على موقع ألو سيني (الفرنسية)
- تيل ريدمان على موقع أول موفي (الإنجليزية)
- تيل ريدمان على موقع قاعدة بيانات الفيلم (الإنجليزية)
- تيل ريدمان على موقع كينوبويسك (الروسية)